# Suntory
Suntory (サントリー株式会社, Santorī Kabushiki-gaisha) est une société japonaise. Fondée en 1899, c'est la plus ancienne société de fabrication et de distribution de boissons alcoolisées au Japon. Suntory s'est par la suite diversifiée en commercialisant du non-alcoolisé (en rachetant notamment le groupe Orangina Schweppes en 2009). Suntory a son siège dans l'arrondissement Kita-ku d'Osaka. Le milliardaire Nobutada Saji (en) et sa famille, descendants du fondateur, détiennent 90 % du capital.

## Histoire
À l'origine de Suntory se trouve Shinjirō Torii (鳥井 信治郎, Torii Shinjirō), qui a été le premier à ouvrir une échoppe à Osaka en février 1899 où il vendait essentiellement du vin d'importation. En 1907, son magasin commence à vendre un vin rouge appelé Akadama Port Wine (赤玉ポートワイン, Akadama pōto wain), le porto d'Akadama. En 1921, les affaires progressent et le magasin devient la société Kotobukiya (壽屋/寿屋). En décembre 1924, la distillerie Yamazaki, première distillerie du pays créée par Masataka Taketsuru, commence sa production de malt whisky. Le premier single malt whisky Made In Japan est mis sur le marché cinq ans plus tard, sous l'appellation Suntory Shirofuda (サントリー白札), soit « Suntory white label », qui s'avère un échec. Masataka Taketsuru quitte Kotobukiya en 1934 pour fonder Dainipponkajū, qui deviendra Nikka. En 1937, l'entreprise lance le whisky Kakubin (角瓶, « bouteille carrée »), qui existe toujours aujourd’hui.
Kotobukiya est obligée de stopper sa production durant la Seconde Guerre mondiale. En 1955, l'entreprise ouvre des bars Suntory, puis en 1961 elle lance une grosse campagne de publicité associant sa boisson aux voyages. En 1963, Kotobukiya change de nom et devient Suntory, du nom du fameux produit qu'ils fabriquent. La même année, la brasserie de Musashino commence la production de la bière Suntory.
En 1970, Suntory lance le mode de dégustation mizuwari, whisky allongé d’eau et de glace, et invente des mariages avec la cuisine japonaise. La seconde distillerie du groupe est ouverte en 1973 à Hakushu.
En 1983, le groupe Suntory fait l'acquisition du Château Lagrange, troisième grand cru classé 1855 situé à Saint-Julien-Beychevelle dans le Bordelais. Le single malt Yamazaki est lancé en 1984. En 1989, Suntory lance le blended whisky Hibiki pour séduire les étrangers, la première version 12 ans sortant d'abord en Europe en 2013. Le single malt Hakushu sort en 1994. En 1989, Suntory rachète les cognacs Louis-Royer.
La première récompense internationale intervient en 2003 pour le Yamazaki 12 ans, médaille d'or à l'International Spirits Challenge. En mars 2009, Suntory se porte acquéreur de la société Frucor (en) auprès du groupe Danone pour 600 millions d'euros. Spécialisée dans les boissons sans alcool, Frucor est surtout présente en Nouvelle-Zélande et en Australie. En novembre de la même année, Suntory rachète Orangina Schweppes Group aux fonds d'investissement Lion Capital LLP et Groupe Blackstone pour un montant estimé à 2,6 milliards d'euros,.
Février 2011 marque l'achat du Château Beychevelle par Suntory à parité avec le Groupe Castel. Quatrième grand cru classé 1855, ce domaine situé dans l'appellation Saint-julien est le second Bordeaux acquis par le groupe nippon. Le 5 juin 2012, Suntory annonce la signature avec Tsingtao d'un partenariat visant à créer deux coentreprises à Shanghai. En septembre 2013, Suntory annonce l'acquisition des boissons non-alcoolisées Lucozade (en) et Ribena pour 1,35 milliard de £, mis en vente par GlaxoSmithKline. L'opération concernerait 700 emplois. Ribena est un soda à base de cassis et Lucozade est une boisson énergétique.
En janvier 2014, Suntory acquiert Beam, une entreprise américaine de spiritueux et la cinquième mondiale, pour 13,6 milliards de dollars, ou 16 milliards de dollars dette incluse, créant la troisième plus grande entreprise de spiritueux au monde avec un chiffre d'affaires de 4,3 milliards d'Euros,,, derrière Diageo et  Pernod-Ricard.

## Actionnaires
Liste des principaux actionnaires au 16 février 2022 :
| Actionnaire                            | %      |
| -------------------------------------- | ------ |
| Kotobuki Realty                        | 59,5 % |
| Caisse de dépôt et placement du Québec | 3,08 % |
| Nomura Asset Management                | 1,47 % |
| Templeton Global Advisors              | 1,15 % |
| BlackRock Fund Advisors                | 1,13 % |
| The Vanguard Group                     | 1,12 % |
| Norges Bank Investment Management      | 0,68 % |
| Daiwa Asset Management                 | 0,67 % |
| Nikko Asset Management                 | 0,67 % |
| APG Asset Management                   | 0,36 % |

## Produits

### Alcools
- Bières : Malt's, The Premium Malt's
- Liqueurs : Midori, Zen
- Whiskys : Auchentoshan, Bowmore, Chita, Glen Garioch, Hakushu, Hibiki, Kakubin, McClelland's, Red, Reserve, Royal, Torys, White, Yamazaki
- -196˚C Strong Zero

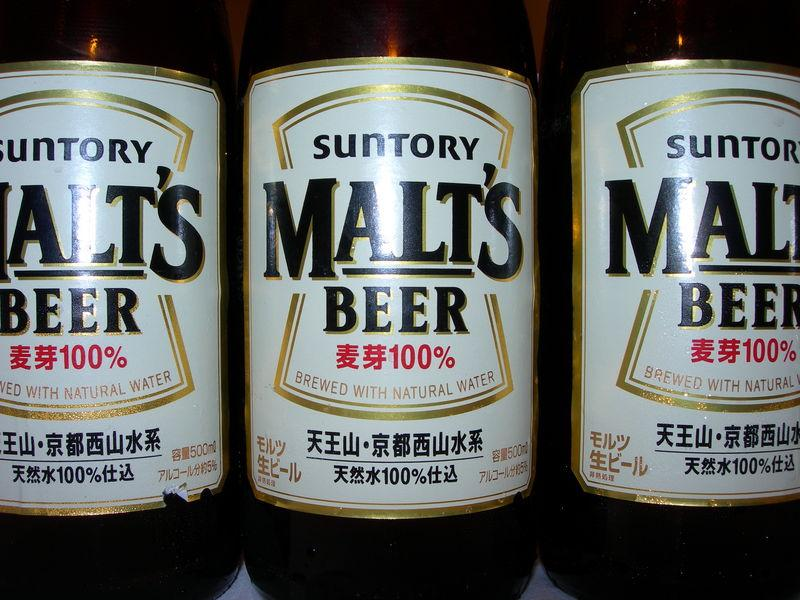
Bière Suntory Malt's
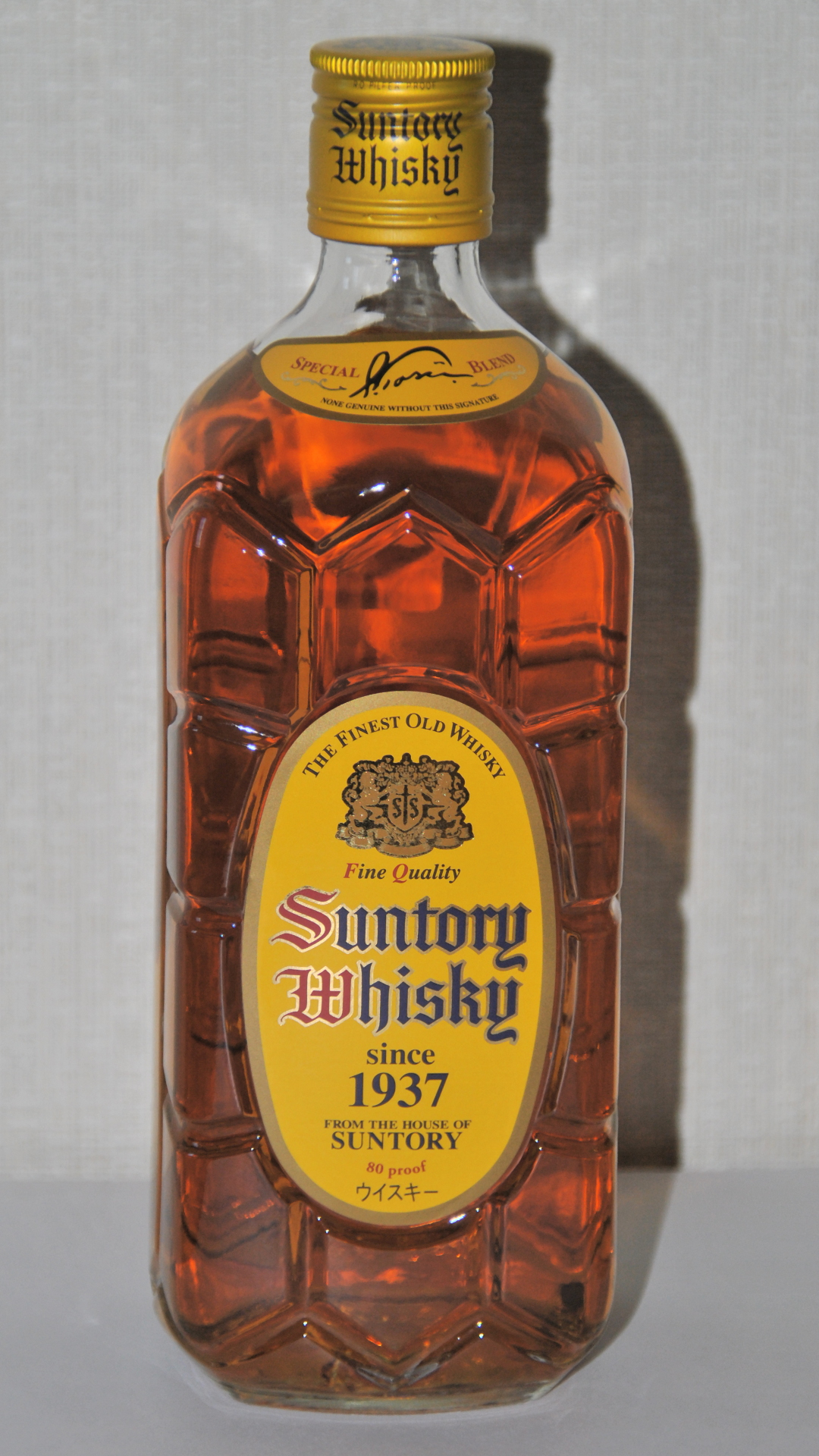
Whisky Kakubin
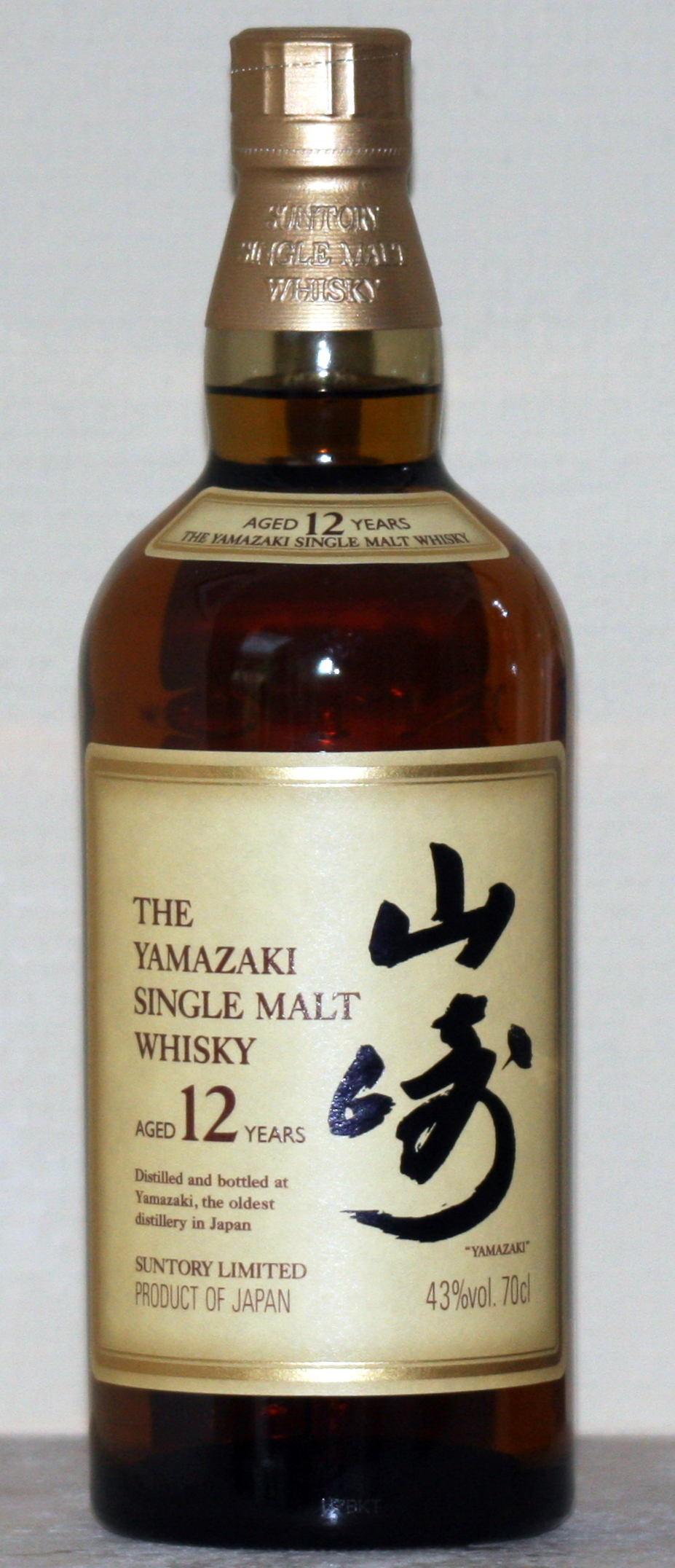
Whisky Yamazaki 12 ans d'âge
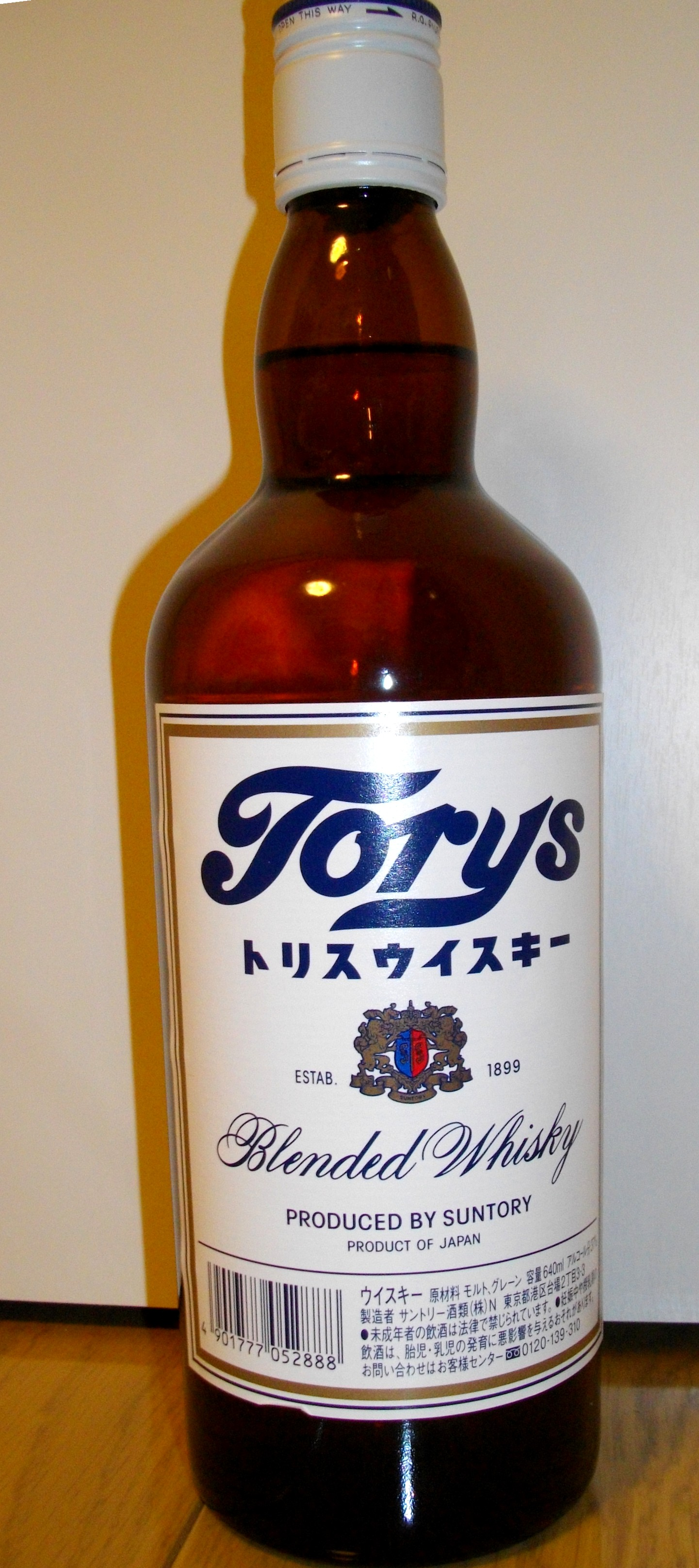
Whisky Torys
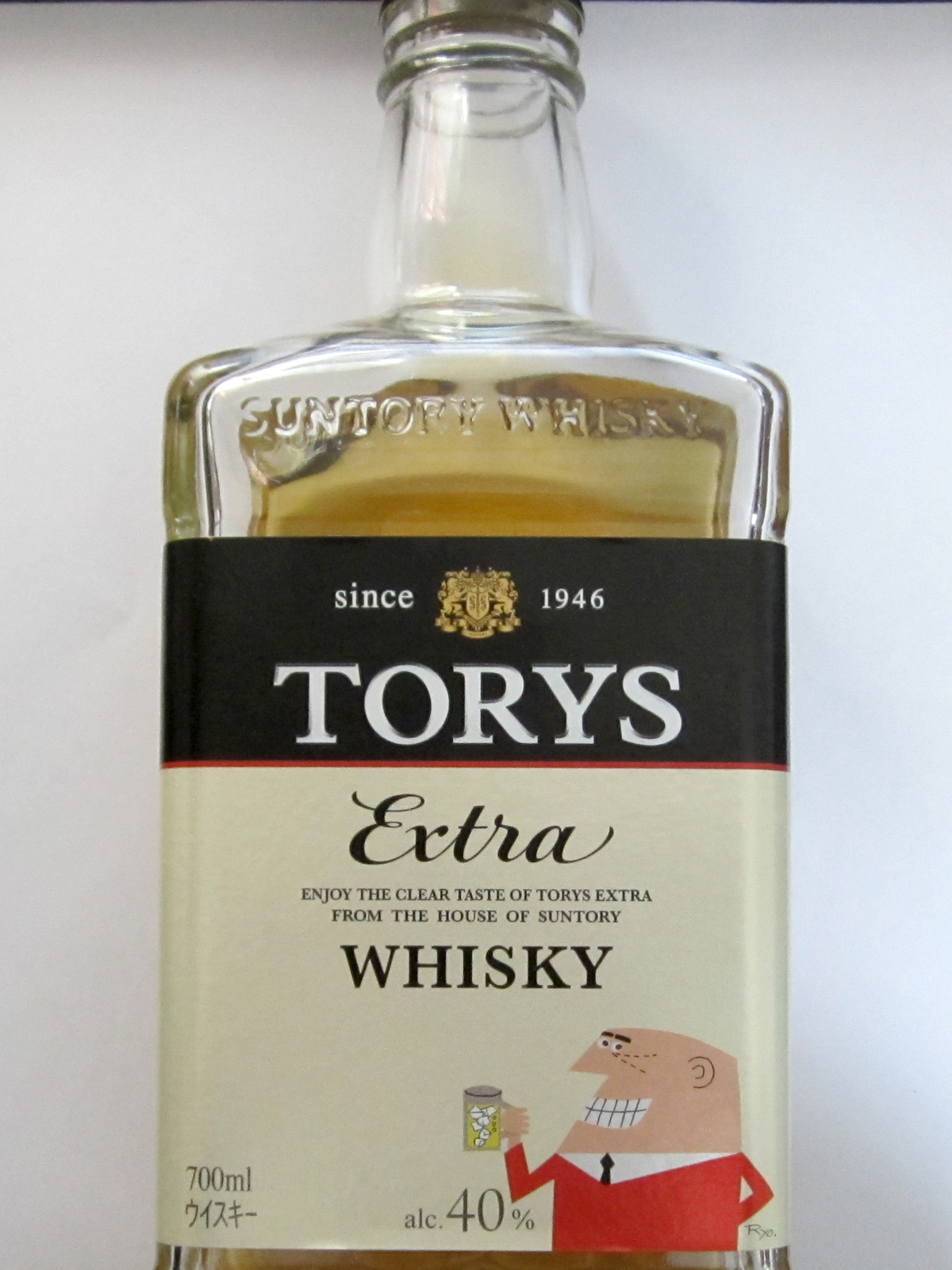
Whisky Torys extra

### Non alcoolisées
- All-Free[15] (bière sans alcool)
- Bikkle
- Cafés Boss
- C.C. Lemon
- Dakara
- Mizone
- Natchan
- Pepsi NEX
- Thés Iemon

Ainsi que les marques du groupe Orangina Schweppes : principalement Orangina, Schweppes, Oasis/Trina, Ricqlès et Pulco.

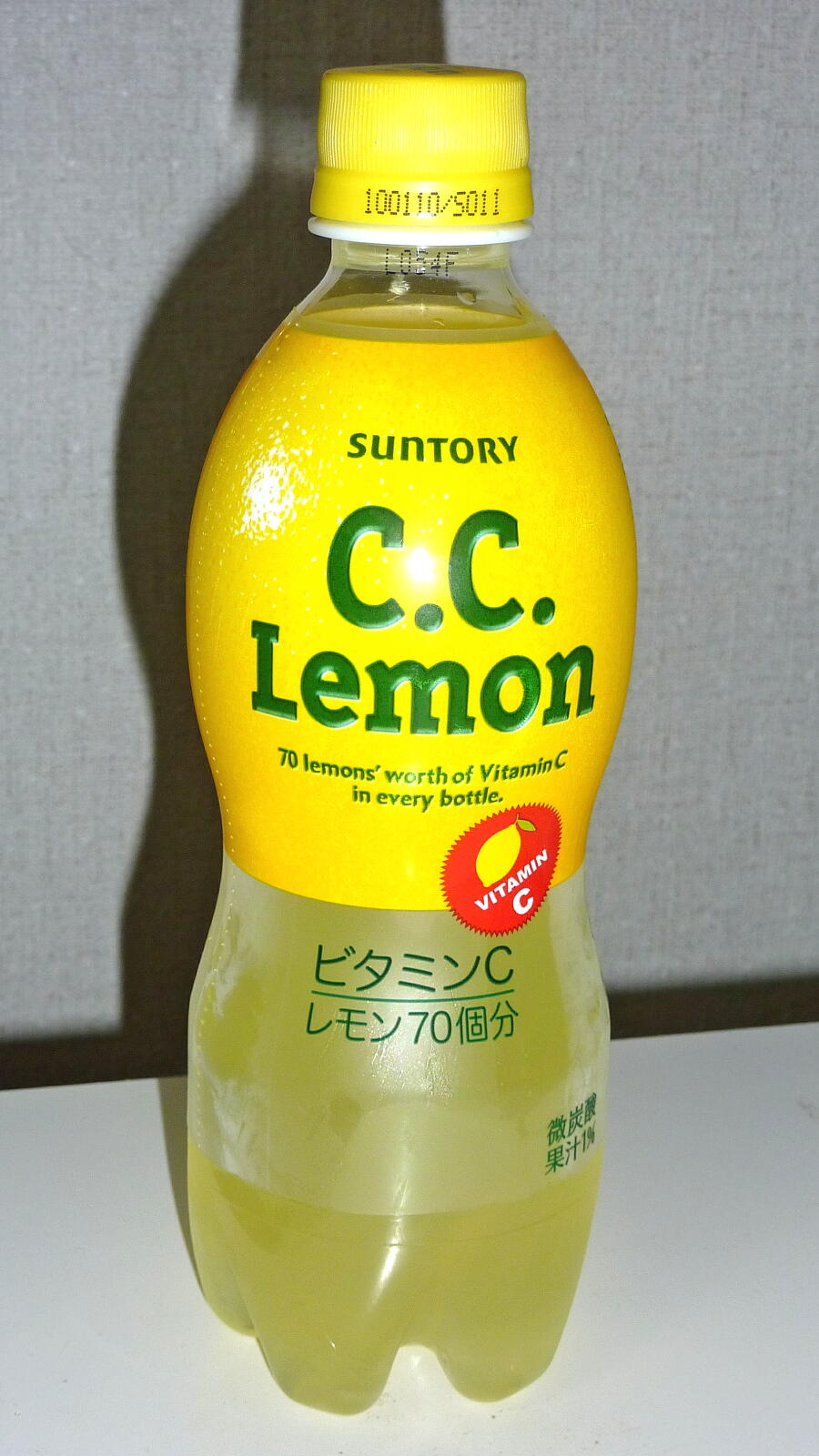
C.C. Lemon
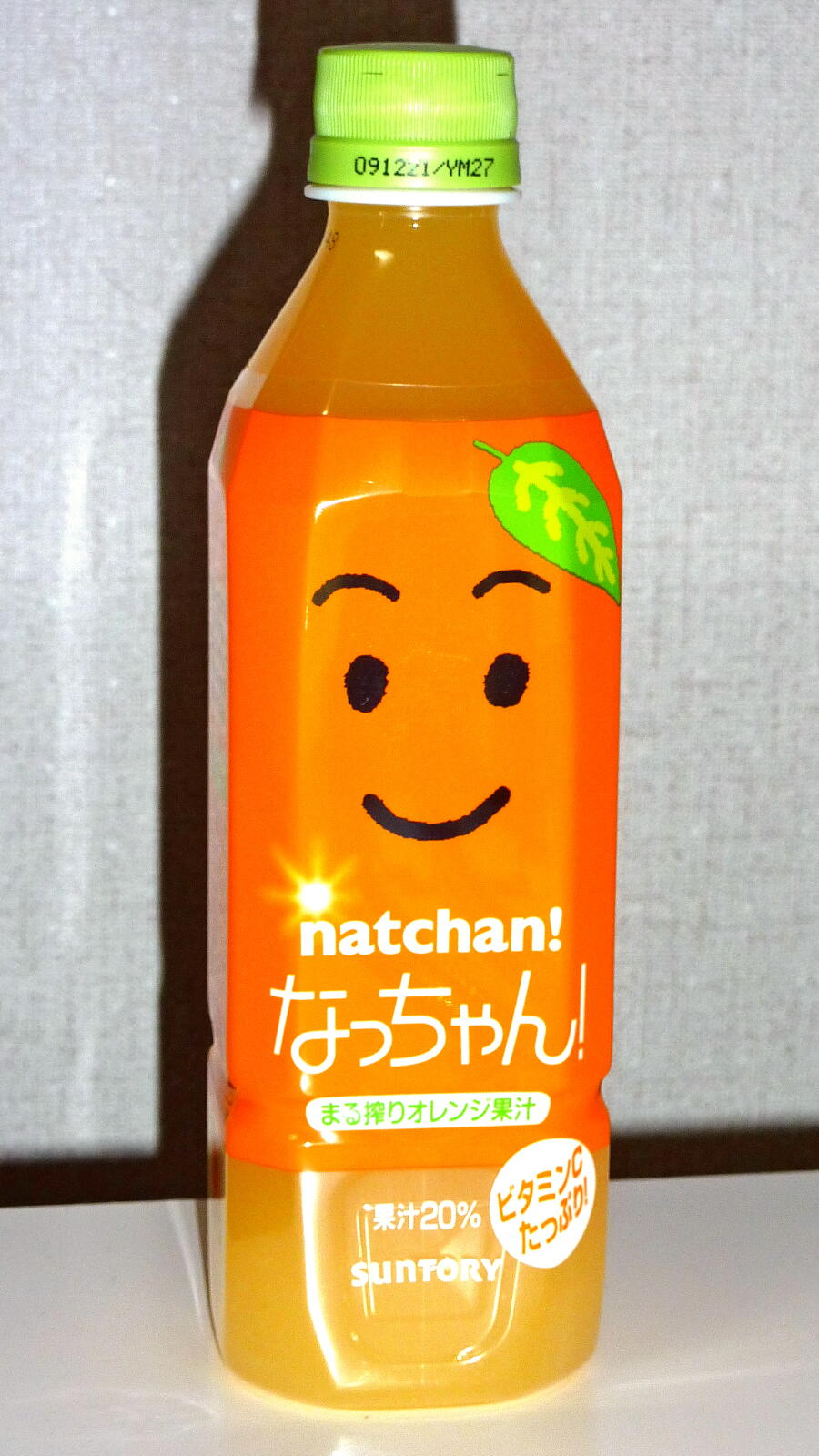
Natchan

## Publicités

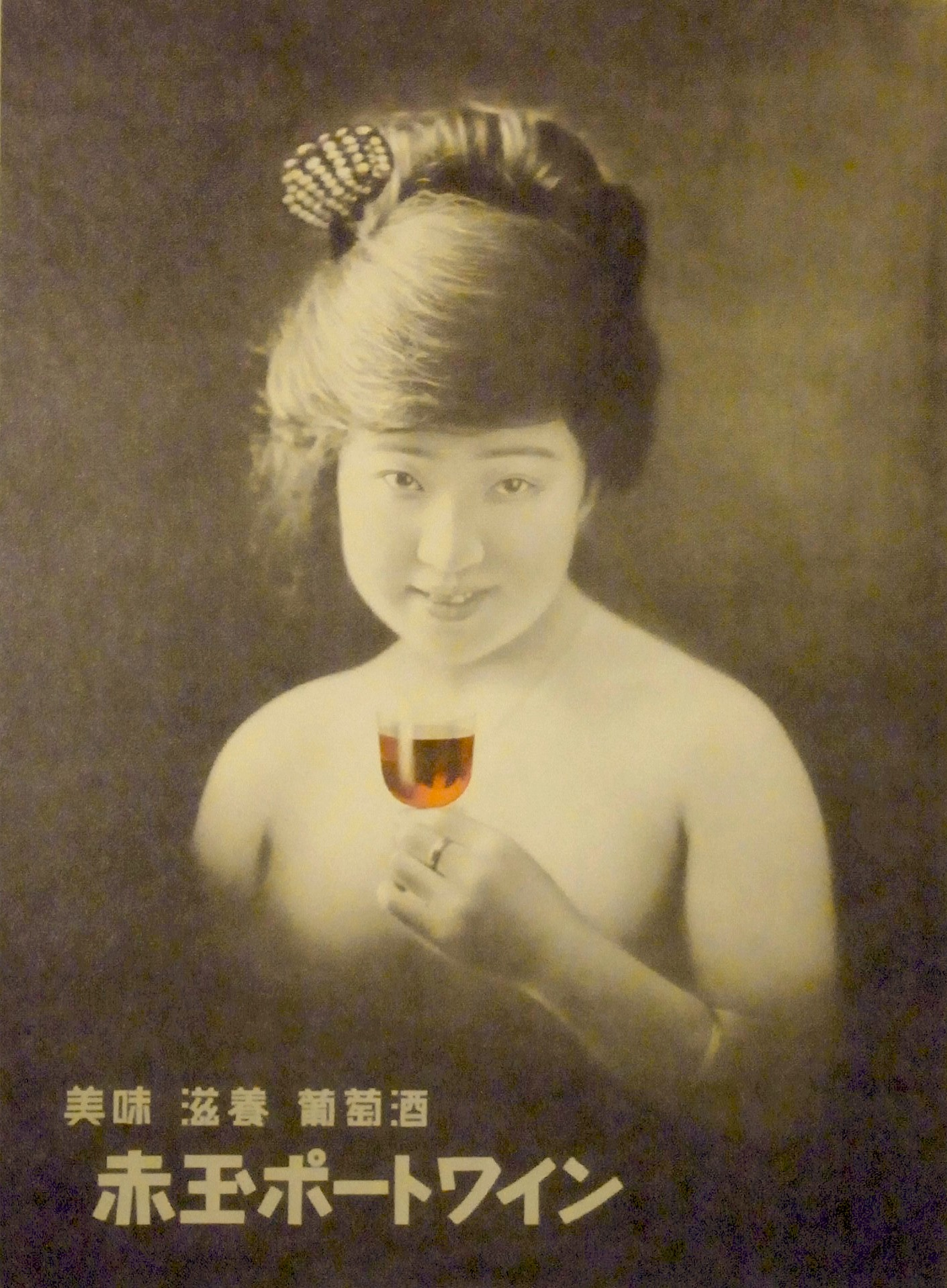
Une affiche dAkadama Port Wine publiée en 1922

- Dans les années 1970, le groupe de rock américain The Carpenters a composé un jingle pour la campagne radio.
- Suntory a beaucoup utilisé d'acteurs occidentaux pour ses campagnes publicitaires. Le réalisateur japonais Akira Kurosawa a notamment dirigé une pub avec Francis Ford Coppola dans les années 1970. Sofia Coppola s'en est inspirée pour son film Lost in Translation avec Bill Murray.
- Suntory Whisky a un gigantesque encart lumineux sur Times Square à New York.
- En 1994, Suntory a financé partiellement la production du jeu vidéo Zig Zag Cat (Super Famicom) à travers la société Den'z (avec Dentsu)[16].
- En 2010, Suntory s'associe à Konami pour la promotion de son jeu Metal Gear Solid : Peace Walker en affichant les protagonistes du futur jeu vidéo sur ses canettes métalliques. Le jeu étant prévu pour le 29 avril au Japon, Suntory lancera sa vente le 26, avec 8 canettes différentes. Les canettes en questions seront non seulement collector, mais aussi disponible dans le jeu, afin de renforcer le lien entre l'histoire du jeu et le monde réel. Rien n'indique que l'Europe bénéficie de ce genre de publicité.

## Récompenses
Suntory est élu quatre fois distillateur de l'année en 2010, 2012, 2013 et 2014 à l'International Spirits Challenge,. La société est également élue distillateur de l'année en 2010 par les Whisky Magazine’s Icons of Whisky et en 2013 par les San Francisco World Spirits.
Le whisky Yamazaki 1984 est élu meilleur single malt au monde aux World Whiskies Awards en 2011, et le Yamazaki 25 ans en 2012.
Le whisky Hibiki 21 ans est élu meilleur blend au monde aux World Whiskies Awards en 2010, 2011, 2013 et 2016. Le Hibiki 30 ans est élu meilleur blend au monde aux World Whiskies Awards en 2007 et 2008.

### Article de presse
- Petra Topbaz (photogr. Naoko Tamura), « Au pays du whisky levant », Obsession, no 11,‎ été 2013, p. 98 à 101 (ISSN 0029-4713)